# Göran Löfdahl
Nils Göran Löfdahl, född 3 augusti 1936 i Brännkyrka församling i Stockholms stad, död 18 november 2000 i Danderyds församling i Stockholms län, var en svensk ämbetsman.

## Biografi
Göran Löfdahl avlade filosofie magister-examen vid Stockholms högskola 1960, varpå han tjänstgjorde som lektor vid universiteten i Köln och Bonn 1960–1962. Han var producent vid Sveriges Radio 1964–1965, kulturattaché vid ambassaden i Bonn 1966–1969 och sekreterare i Litteraturutredningen 1969–1973. År 1974 blev han departementssekreterare vid Utrikesdepartementet, men var tjänstledig för att tjänstgöra i Europarådet i Strasbourg. Han var chef för Press- och informationsavdelningen vid Utrikesdepartementet 1975–1976, chef för Svenska institutet 1977–1983, chef för Statens kulturråd 1983–1994 och statssekreterare i Utbildningsdepartementet 1994–1998. Åren 1998–2000 var Löfdahl ordförande i styrelsen för Malmö högskola.